# Haro
Haro – gmina w Hiszpanii, w prowincji La Rioja, w La Rioja, o powierzchni 40,53 km². W 2011 roku gmina liczyła 11 806 mieszkańców.